# Georgi Catoire
Georgi Catoire (Georgi Lwowitsch Katuar, russisch Георгий Львович Катуар; * 15. Apriljul. / 27. April 1861greg. in Moskau; † 21. Mai 1926 ebenda) war ein russischer Komponist französischer Abstammung.
Katuar studierte bis 1884 Mathematik an der Universität Moskau. 1885 besuchte er die Klavierschule von Karl Klindworth in Berlin, wo er auch Komposition bei Otto Tirsch und Philipp Rüfer  studierte. Danach war er in St. Petersburg und Moskau Schüler von Nikolai Rimski-Korsakow, Anatoli Ljadow und Anton Arenski. 1888 kehrte er nach Moskau zurück und ergänzte seine Studien privat bei Sergei Tanejew und Peter Tschaikowski. Ab 1917 war er Professor am Moskauer Konservatorium. Zu seinen Schülern zählten Dmitri Kabalewski, Leonid Polowinkin, Alexander Abramski, Wladimir Wlassow und Sergei Jewsejew.
Er komponierte eine Sinfonie, eine sinfonische Dichtung, ein Klavierkonzert, kammermusikalische Werke, eine Kantate, Chorwerke, Lieder und Klavierstücke und verfasste mehrere musiktheoretische Schriften, beispielsweise den Theoretischen Kurs der Harmonielehre (Теоретический курс гармонии, in zwei Teilen, 1924–25). Sein Stil ist von Peter Tschaikowski und Richard Wagner beeinflusst.